# Апостольский экзархат Колумбии
Апостольский экзархат Колумбии (лат. Exarchatus apostolicus Columbiae) — апостольский экзархат Маронитской католической церкви с центром в городе Богота, Колумбия.

## История
20 января 2016 года Папа Римский Франциск учредил апостольский экзархат для верующих Маронитской католической церкви, проживающих в Колумбии.
Первый ординарий апостольского экзархата Фади Абу Шебель из ордена мариамитов одновременно назначен апостольским визитатором для маронитов, проживающих в Перу и Эквадоре.

## Ординарии апостольского экзархата
- экзарх Фади Абу Шебель, O.M.M. (с 20 января 2016 года).

## Источник
- Бюллетень «Stampa della Santa Sede» об учреждении апостольского экзархата  (итал.)